# Medalla al Servicio de la Política Común de Seguridad y Defensa
La Medalla al Servicio de la Política Común de Seguridad y Defensa (anteriormente Medalla al Servicio de la Política Europea de Seguridad y Defensa), es una condecoración militar internacional que se concede a aquellas personas, tanto militares como civiles, que han participado en las misiones de la política común de seguridad y defensa de la Unión Europea (PCSD). Desde la década de los noventa, la Unión Europea ha asumido un papel más relevante en las misiones militares internacionales tanto dentro como fuera de la propia Europa. Estas operaciones se acuerdan en el marco de la mencionada política común y que son planificadas por el Estado Mayor de la Unión Europea. En reconocimiento al servicio prestado en estas misiones, la Unión acordó la creación de una medalla, con un anverso y reverso común, en la que se 
incluiría el nombre de cada misión en su cinta y pasador.

## Descripción de la insignia
La insignia de Medalla al Servicio de la Política Común de Seguridad y Defensa posee un único diseño, común a todas sus modalidades. Tiene una longitud de 36 mm de diámetro y está realizada en metal con un baño plateado. En su anverso liso, cerca del borde, pueden observarse las doce estrellas de cinco puntas colocadas en círculo, símbolo de la Unión. En el reverso aparece escrito el lema Unum Pro Pace, que en latín significa "Unidos por la Paz". Las palabras de esta inscripción se encuentran situadas en la parte central de la medalla y distribuidas en tres líneas, reservadas a cada palabra. La insignia se porta suspendida de una cinta de 36 milímetros de color azul, que es el color de la Unión, con una franja central ancha de color amarillo, para las fuerzas de combate, o blanca para las medallas de planificación y logística. Cada misión queda identificada con una placa plateada, a modo de pasador o barra de medalla, en la que figura grabado el nombre de la operación. La placa con el nombre de la operación y los colores de propia cinta se incluyen en el pasador de esta medalla que sustituye a la insignia principal. También se entregan otras insignias idénticas, a la principal, pero con un tamaño menor para que puedan utilizarse en la solapa como miniaturas. 

Pasadores:
- Misión de Policía en Bosnia y Herzegovina (EUPM). 1 de enero de 2003–
- EUFOR Concordia. 31 de marzo de 2003–15 de diciembre de 2003
- Operación Artemis. 12 de junio de 2003–1 de septiembre de 2003
- Misión de Policía en la Antigua República Yugoslava de Macedonia (EUPOL Próxima). 15 de diciembre de 2003–14 de diciembre de 2005[4]
- EUFOR Althea. 2 de diciembre de 2004–
- Reforma del Ejército de la RD Congo (EUSEC RD Congo) . 8 de junio de 2005–
- AMIS Acción de Apoyo de la UE Misión de la UA en Darfur. 18 de julio de 2005–31 de diciembre de 2007
- Misión de la Unión Europea de Asistencia Fronteriza en el paso de Rafah (EUBAM Rafah), 25 de noviembre de 2005–
- Misión de Policía para los Territorios Palestinos (EUPOL COPPS). 1 de enero de 2006–
- EUFOR RD Congo. 12 de junio de 2006–30 de noviembre de 2006
- Misión de Policía para Afganistán (EUPOL Afganistán). 15 de junio de 2007–
- Misión en el este del Chad y República Centroafricana (EUFOR Chad/RCA). 17 de marzo de 2008–15 de marzo de 2009
- Misión de Seguimiento en Georgia (EUMM Georgia). Octubre 2008–
- Operación Atalanta. 5 de noviembre de 2008–
- Misión en Kósovo para el Imperio de la Ley (EULEX Kósovo). 9 de diciembre de 2008–
- Misión de adiestramiento militar para Somalia en Uganda (EUTM Somalia). Mayo 2010–

(EUTM Mali). Abril 2013 - actualidad.

## Precedencia
| País           | Anterior | Siguiente                                                                   |
| Canadá         | Medalla de la Fuerza Internacional para Timor Oriental                                                           | Medalla del 125.º Aniversario de la Confederación Canadiense                |
| España         | Medalla de la Unión Europea Occidental (Otorgada hasta 2011) Cruz Fidélitas                                      | Medallas de Servicio de las Naciones Unidas                                 |
| Nueva Zealanda | Medalla de la OTAN para Operaciones "No-Artículo 5" Misión ISAF en Afganistán                                    | Medalla del Servicio General de Nueva Zelanda 2002 (Timor-Leste)            |
| Reino Unido    | Medalla de la Unión Europea Occidental (Otorgada hasta 2011) Medalla de la OTAN para Operaciones "No-Artículo 5" | Condecoraciones de los Dominios de la Corona en la Mancomunidad de Naciones |